# ヨン・フォッセ
ヨン・オーラヴ・フォッセ（Jon Olav Fosse、1959年9月29日 - ）はノルウェーの劇作家、著作家。ニーノシュクで著作を執筆する作家である。2023年にノーベル文学賞を受賞した。

## 来歴
1959年ハウゲスン生まれ。シュトランデバルンで育った。ベルゲン大学でハイデガー哲学と比較文学を学び、修士号を取得。ベルゲンで教師を務めた後、1983年に散文『黒と赤』で作家としてデビュー、1994年には初の劇作『だれか、来る』（Nokon kjem til å komme）を上梓した。2010年に国際イプセン賞を受賞している。2013年にはクエーカー派からカトリックに改宗した。2015年には北欧諸国の言語で書かれた作品が対象となる「北欧理事会文学賞」を授与されている。

## 評価
「イプセンの再来」、「21世紀のベケット」などと呼ばれる。ヘンリック・イプセン以外では最も上演回数の多いノルウェー人劇作家である。著作は45以上の言語に翻訳されている。日本では『だれか、来る』『名前』『眠れ、よい子よ』『ある夏の一日』、『死のヴァリエーション』、『スザンナ』といった戯曲が太田省吾らの演出により、上演されている。
2023年のノーベル文学賞選考委員会のアンデシュ・オルソン委員長は取材の中で「彼の作品は静けさの中で、不安や孤独など世界中の誰にでも通じる強い感情を喚起させる。」と評している。

## 日本語訳作品
- 『だれか、来る』河合純枝 訳、白水社 ISBN 978-456009397-9
- 『朝と夕』伊達朱実 訳、国書刊行会 ISBN 978-4336076441
- 『三部作 トリロギーエン』岡本健志・安藤佳子 訳、早川書房 ISBN 978-4152103598
- 『ヨン・フォッセⅠ』ハヤカワ演劇文庫：早川書房 ISBN 978-415140053-7